# Morten Ramm
Morten Ramm (født 16. juli 1978 i Tønsberg) er en norsk komiker og tv-personlighed.
I det norske TV 2's tv-program Torsdag kveld fra Nydalen har han lavet flere parodier på danske kulturfænomener, blandt andet Rasmus Seebachs Natteravn, Faxe Kondi og tv-serien Forbrydelsen, tilsat en overdådig brug af originale sproglige vulgariteter.